# L'Épervier de Rigadin
Pour plus de détails, voir Fiche technique et Distribution.
L'Épervier de Rigadin est un film muet français réalisé par Georges Monca, sorti en 1918.

## Fiche technique
- Titre : L'Épervier de Rigadin
- Réalisation : Georges Monca
- Scénario : Louis Z. Rollini
- Photographie :
- Montage :
- Société de production : Pathé Frères
- Société de distribution : Pathé Frères
- Pays de production :  France
- Langue : film muet avec les intertitres en français
- Métrage : 280 mètres
- Format : Noir et blanc — 35 mm — 1,33:1 — Muet
- Genre :  Comédie
- Durée : 9 minutes 20 secondes
- Dates de sortie : 
  - France : 18 janvier 1918

## Distribution
- Charles Prince : Rigadin
- Lucienne Roger : la jeune veuve
- Mad Lopès : Lily, la fillette
- Nancys : le prétendant